# Mohamed Boumezrag
Mohamed Belkacem Boumezrag, El Mokrani,, couramment appelé Mohamed Boumezrag, est un footballeur et entraîneur algérien né à Chlef (Orléansville) en 1911, et mort à Alger en 1969. Il a joué au poste d'inter droit aux Girondins de Bordeaux, pendant la guerre. Il termine sa carrière comme entraîneur joueur à l'Union sportive du Mans entre 1943 et 1945. Mais il est surtout connu pour être le fondateur de l'équipe d'Algérie de football, en clandestinité et en exil à Tunis, en 1958, pendant la lutte pour l'indépendance. Bouzmerag eut l'idée de cette équipe, alors nommée équipe du FLN, lors du festival mondial de la jeunesse et des étudiants de 1957 à Moscou, puis la mit à exécution avec l'aide de Mokhtar Arribi et d'autres joueurs algériens à l'époque jouant en France.

## Biographie

### Jeunesse et débuts footballistiques en Algérie (1911-1936)
Né en 1911, fils de Boumezrag El Ouennoughi El Mokrani, imam à la mosquée de Chlef puis mufti à la mosquée de Sidi M’hamed à Alger. Mohamed est aussi le petit-fils d'Ahmed Boumezrag El Mokrani un des chefs de l'insurrection de 1871.
Mohamed Boumezrag a commencé sa carrière footballistiques en rejoignant l'équipe championne du Football Club de Blida  (catégorie des minimes), en février 1927, il a marqué un but lors d'un match officiel contre l'Union Sportif Algéroise, à cette époque, les jeunes joueurs du FC Blida, ainsi que Mohamed Boumezrag, donnaient des débuts prometteurs, auxquels la presse locale leur prédisait un avenir brillant. Après cela, il a rejoint l'équipe réserve du GS Orléansville (les Lions du Chéliff), puis il a eu des participations avec l'équipe première à l'âge de 16-17 ans,. C'était en 1928, que  le GSO a terminé le championnat à la deuxième place. Boumezrag termine la saison 1929-30 au GS Orléansville, puis il rejoint le Mouloudia Club d'Alger à l'été 1930,. 

### Carrière footballistiques en France (1936-1958)
Les débuts du Boumezrag en France étaient avec US Valenciennes, en 1936, il a disputé en championnat professionnelle (avec la 1re équipe), le club a terminé vice-champion du deuxième division, promu en première division, mais Boumezrag quitte les Valenciennois pour rejoindre le SR Colmar où ils terminent 4e en deuxième division (1937-38) en ratent l'accession à deux points derrière l'AS Saint-Étienne. Durant cette saison, Mohamed était très populaire à Colmar où on l'appelait « Boum »,.
En 1938, il part vers le FC Charleville l'un des plus anciens clubs du Nord-Est de la France. Pendant ces trois saison en deuxième division (avec Valenciennes, Colmar puis Charleville), le jeu de Boumezrag s'est distingué par sa puissance, sa vitesse, ses centres très précis et sa rapidité d'exécution. Ce qui lui a permis d'être transféré à l'un des clubs de première division française.
C'est en 1939, qu'il a rejoint le Red Star de Paris, le nouveau promu en première division, après être champion de la division Interrégionale 1938-39 (la 2e D) . Cette expérience d'une saison lui a permis de découvrir le 1er niveau ainsi que le Derby parisien contre le Racing Club.
La saison suivante, il se rendit à Bordeaux pour rejoindre les Girondins, où il a participé à l’obtention de la 3e place du championnat de France (championnat de guerre), et la première coupe de France de l'histoire du club, après avoir gagné le Trophée Charles-Simon en finale de la zone occupée contre le Red Star (3-1), dans ce match Mohamed Boumezrag s'est imposé offensivement et défensivement, où il était chargé de faire le marquage individuel face à l'international espagnol José Padrón, son ancien camarade à Charleville (ex joueur de l'Espanyol et de FC Barcelone), ce match s'est déroulé au Parc des Princes devant 30 000 spectateurs. Cette victoire a permis à Bordeaux de disputer la  finale interzones face à Toulouse FC,, ce match qu'ils ont également remporté par 3-1, Boumezrag a décrit les événements du match avec l’expression « On est entré sur le terrain, on a joué, on a gagné », une expression  proche de celle de Jules César «Veni, vidi, vici ».
La saison qui suit (1941-1942), Boumezrag et son coéquipier espagnol Artigas ont quitté le FC Bordeaux pour rejoindre le US Mans,.
En septembre 1943, on lui a demandé d'entraîner le Stade bordelais et le Rennes UC, mais Boumezrag ex-pro n'a pu être requalifié que pour le US Mans.

### Architecte de l'équipe du FLN (1958-1962)
Mohamed Boumezrag est décrit comme étant l'architecte de l'équipe du Front de libération nationale algérien de football (FLN),, surnommé le Onze de l’indépendance. L'idée de créer l'équipe avait germé dans son esprit après son retour de Moscou (URSS), où il a participé au festival mondial de la jeunesse et des étudiants 1957,,. Il a commencé à contacter Mohamed Maouche à Paris et lui a présenté le projet, et il commence à regrouper les joueurs algériens avec l'aide de Mokhtar Arribi.
En avril 1958, Boumezrag (directeur technique de la future équipe nationale algérienne) et Saïd Brahimi (ailier droit du FC Toulouse) ont pris le train de Lausanne à Rome, puis ont pris l'avion pour Tunis,.

## Statistiques

### Statistiques de joueur

#### Carrière de joueur
Durant sa carrière Mohamed Boumezrag a joué à plusieurs postes au milieu et en attaque (ailier gauche,, ailier droit, inter droit, demi et demi droit).

Deux des principaux schémas tactiques jusqu'aux années 1950
2-3-5 ou Pyramide
W-M

| Saison    | Club                  | Championnat (division)                     | Coupe                              | Autres                                   |
| --------- | --------------------- | ------------------------------------------ | ---------------------------------- | ---------------------------------------- |
| 1927-1928 | GS Orléansville       | Ligue d'Alger : Vice-champion              | -                                  | -                                        |
| 1930-1931 | MC Alger              | -                                          | -                                  | -                                        |
| 1933-1934 | GS Alger              | Ligue d'Alger : 5e                         | Coupe d'Alger : -                  | -                                        |
| 1934-1935 | GS Alger              | Ligue d'Alger : 7e                         | Coupe d'Alger : -                  | Coupe d'Afrique du Nord : Demi-finaliste |
| 1935-1936 | GS Alger              | Ligue d'Alger : Vice-champion              | Coupe d'Alger : -                  | -                                        |
| 1936-1937 | US Valenciennes       | Championnat de France (D2) : Vice-champion | Coupe de France : 16e de finale    | -                                        |
| 1937-1938 | SR Colmar             | Championnat de France (D2) : 4e            | Coupe de France : -                | -                                        |
| 1938-1939 | FCO Charleville       | Championnat de France (D2) : 9e            | Coupe de France : 16e de finale    | -                                        |
| 1939-1940 | Red Star FC           | Championnat de France : 9e                 | Coupe de France : 1er tour         | -                                        |
| 1940-1941 | Girondins de Bordeaux | Championnat de France : 3e                 | Coupe de France : Vainqueur        | -                                        |
| 1941-1942 | US Le Mans            | -                                          | Coupe de France : Quarts de finale | -                                        |
| 1942-1943 | US Le Mans            | Championnat de France : 11e                | Coupe de France : Quarts de finale | -                                        |

Note : Ce tableau n'inclut pas tous les résultats collectifs de Mohamed Boumezrag (certains résultats sont inconnus)
| \| US Valenciennes-Anzin SR Colmar Red Star (Paris) FCO Charleville US Le Mans Girondins de Bordeaux \| Localisation des clubs par lesquels Boumezrag est passé, au cours de sa carrière de joueur en France. |
| US Valenciennes-Anzin SR Colmar Red Star (Paris) FCO Charleville US Le Mans Girondins de Bordeaux |

##### Buts et passes décisives
| Buts et passes décisives de Mohamed Boumezrag | Buts et passes décisives de Mohamed Boumezrag | Buts et passes décisives de Mohamed Boumezrag | Buts et passes décisives de Mohamed Boumezrag | Buts et passes décisives de Mohamed Boumezrag | Buts et passes décisives de Mohamed Boumezrag | Buts et passes décisives de Mohamed Boumezrag | Buts et passes décisives de Mohamed Boumezrag |
| Date                                          | Lieu                                          | Equipe                                        | Compétition                                   | Résultat                                      | Adversaire                                    | Détail                                        | Détail                                        |
| --------------------------------------------- | --------------------------------------------- | --------------------------------------------- | --------------------------------------------- | --------------------------------------------- | --------------------------------------------- | --------------------------------------------- | --------------------------------------------- |
| septembre 1934                                | Blida                                         | GS Alger                                      | Match amical                                  | N 3-3                                         | FC Blida                                      | But inscrit                                   | 2-1                                           |
| août 1937                                     | -                                             | SC Colmar                                     | Match amical                                  | V 4-0                                         | Sporting Schiltigheim                         | Passe décisive                                | 4-0                                           |
| 5 septembre 1937                              | Colmar                                        | SC Colmar                                     | Match amical                                  | V 3-0                                         | Nordstern Basel                               | Passe décisive                                | 1-0                                           |
| septembre 1937                                | -                                             | SC Colmar                                     | -                                             | V 6-1                                         | Racing Strasbourg                             | But inscrit                                   | 6-1                                           |
| octobre 1937                                  | -                                             | SC Colmar                                     | Match amical (Coupe Herlory)                  | V 5-2                                         | FC Metz                                       | But inscrit                                   | 1-0                                           |
| octobre 1937                                  | -                                             | SC Colmar                                     | Match amical (Coupe Herlory)                  | V 3-1                                         | FC Sochaux                                    | 44e                                           | 1-1                                           |
| octobre 1937                                  | -                                             | SC Colmar                                     | Championnat de France (D2)                    | V 10-1                                        | USB Longwy                                    | 11e                                           | 3-0                                           |
| 30 janvier 1938,                              | Colmar                                        | SC Colmar                                     | Championnat de France (D2)                    | V 2-0                                         | Stade rennais                                 | 85e                                           | 2-0                                           |
| 6 février 1938                                | Saint-Dizier                                  | SC Colmar                                     | Match amical (Coupe Herlory)                  | V 4-1                                         | AS Saint-Dizier-Marnaval                      | 54e                                           | 2-0                                           |
| 6 février 1938                                | Saint-Dizier                                  | SC Colmar                                     | Match amical (Coupe Herlory)                  | V 4-1                                         | AS Saint-Dizier-Marnaval                      | 89e                                           | 4-1                                           |
| avril 1938                                    | Colmar                                        | SC Colmar                                     | Championnat de France (D2)                    | V 2-1                                         | CA Paris                                      | 55e                                           | 2-1                                           |
| 1er septembre 1938                            | Stade du Petit-Bois                           | FCO Charleville                               | Championnat de France (D2)                    | V 5-4                                         | US Boulogne                                   | 21e                                           | 2-0                                           |
| octobre 1938                                  | Stade du Petit-Bois                           | FCO Charleville                               | Match amical (Coupe Herlory)                  | V 5-3                                         | FC Sochaux                                    | 44e                                           | 2-1                                           |
| octobre 1938                                  | Stade du Petit-Bois                           | FCO Charleville                               | Match amical (Coupe Herlory)                  | V 5-3                                         | FC Sochaux                                    | But inscrit                                   | 4-2                                           |
| janvier 1939                                  | Stade du Petit-Bois                           | FCO Charleville                               | Championnat de France (D2)                    | V 7-1                                         | Girondins de Bordeaux                         | But inscrit                                   | 3-1                                           |
| 29 octobre 1939                               | Paris                                         | Red Star                                      | Match amical                                  | N 5-5                                         | FC Rouen                                      | But inscrit                                   | 3-5                                           |
| novembre 1939                                 | Stade de Saint-Ouen                           | Red Star                                      | Championnat de France                         | V 5-1                                         | Stade de Reims                                | 55e                                           | 2-1                                           |
| 25 décembre 1939                              | Stade de Saint-Ouen                           | Red Star                                      | Match amical                                  | N 3-3                                         | La Base aérienne 117                          | But inscrit                                   | 1-1                                           |
| 14 janvier 1940                               | Stade de Saint-Ouen                           | Red Star                                      | Championnat de France                         | P 2-1                                         | Le Havre AC                                   | 44e                                           | 1-1                                           |
| 21 janvier 1940                               | Stade de Saint-Ouen                           | Red Star                                      | Championnat de France                         | V 4-2                                         | Excelsior RT                                  | 84e                                           | 4-2                                           |
| 30 août 1942                                  | Le Mans                                       | US Mans                                       | Championnat de France                         | V 3-1                                         | Stade de Reims                                | 40e                                           | 1-1                                           |
| 30 août 1942                                  | Le Mans                                       | US Mans                                       | Championnat de France                         | V 3-1                                         | Stade de Reims                                | 46e                                           | 2-1                                           |
| décembre 1942                                 | Vire                                          | US Mans                                       | Coupe de France                               | V 4-1                                         | AS Virois                                     | 55e                                           | 1-1                                           |
| 3 janvier 1943                                | Le Mans                                       | US Mans                                       | Championnat de France                         | P 3-1                                         | RC Lens                                       | Passe décisive                                | 3-1                                           |

Note : Ce tableau n'inclut pas tous les buts et les passes décisives de Mohamed Boumezrag.

### Statistiques d'entraîneur

#### Carrière d’entraîneur
| Période | Club | Championnat (division) |
| ------- | ---- | ---------------------- |
|         |      |                        |
|         |      |                        |
|         |      |                        |

## Palmarès

### En tant que joueur
| GS Orléansville                        | GS Alger                                                                                  | Valenciennes FC                            | FC Bordeaux (1)                                                                     |
| -------------------------------------- | ----------------------------------------------------------------------------------------- | ------------------------------------------ | ----------------------------------------------------------------------------------- |
| - Ligue d'Alger - Vice-champion : 1928 | - Coupe d'Afrique du Nord - Demi-finaliste : 1935, - Ligue d'Alger - Vice-champion : 1936 | - Championnat de D2 - Vice-champion : 1937 | - Coupe de France (1) - Vainqueur : 1941, - Championnat de France - 3e Place : 1941 |